# Pietro Galesini
Pietro Galesini, né vers 1520 à Ancône et mort vers 1590 à Milan, est un historien et philologue italien.

## Biographie
Né à Ancône vers l’année 1520, embrassa l’état ecclésiastique, fut pourvu de plusieurs bénéfices, et enfin nommé protonotaire apostolique à Milan. Il vécut dans l’intimité de St-Charles Borromée, archevêque de cette ville, qui avait en lui une confiance entière, et lui soumettait la décision des points épineux de discipline. C’était en effet un homme très-versé dans la science des antiquités ; il joignait à une vaste érudition, une piété solide et des qualités estimables. Il mourut vers 1590, dans un âge avancé.

## Œuvres
Galesini a traduit du grec en latin des Sermons de St-Grégoire de Nysse, Rome, 1563, in-4° ; et la Lettre d’Isidore de Péluse à Palladius, touchant les devoirs d’un évêque, imprimée à la suite de l’Episcopus descriptus, par Agostino Valier. Il a publié des éditions des Œuvres de St-Eucher de Lyon, Rome, 1564, in-fol. ; du Traité de la Providence de Salvien de Marseille ; des Homélies de St-Maxime de Turin ; du Livre de la pénitence de Pacien de Barcelone ; de l’Histoire sacrée de Sulpice Sévère ; de celle d’Haymon, et enfin de l’Histoire abrégée des prophètes et des disciples, par Dorothée de Tyr, avec des notes sur ces trois derniers ouvrages, Rome, 1564, in-fol. Il a eu part au Recueil des actes de l’église de Milan. On a, en outre, de lui : 1° Martyrologium romanum in singulas dies anni accommodatum, Milan, 1578, in-4°. Ce martyrologe n’eut point l’approbation des censeurs, qui le trouvèrent trop long pour être récité dans l’office canonial ; le texte en est d’ailleurs peu correct et les notes insignifiantes ; il a été entièrement effacé par celui qu’a publié le cardinal Baronius. 2° Ordo dedicationis obelisci quem Sixtus V in foro Vaticano erexit, cum brevi historia, Rome, 1586, in-4° ; 3° Dedicatio columnæ cochlidis Trajani ad honorem Sti-Petri, ibid., 1587 ; 4° Commentarius brevis de Bibliis græcis interpretum LXXII, sub Sixto V, Pont. max. editis, ibid., 1587, in-4° ; un Discours sur le nouveau tombeau que le pape Sixte-Quint fit élever à Pie V. Galesini a laissé en manuscrit une Histoire des papes, sous le titre de Theatrum Pontificale, et une Histoire des saints de Milan.